# Pterourus neyi
Pterourus neyi é uma borboleta neotropical da família Papilionidae e subfamília Papilioninae, encontrada da Guiana Francesa até o Equador, Peru e região da bacia do rio Amazonas, no Brasil, América do Sul. Foi classificada por Friedrich Wilhelm Niepelt em 1909, com a denominação de Papilio neyi, no texto Neue Südamerikanische Papilionen, publicado no Berliner Entomologische Zeitschrift (Páginas 103-105).

## Descrição
Esta espécie possui, vista por cima, asas de tom geral em laranja, com padrões de amarelo e negro. Este padrão é comum a diversas espécies de Lepidoptera americanos dos trópicos, que compartilham um mecanismo mimético comum nestas cores, cuja função é aposemática. Assim como seu parente mais conhecido, Pterourus zagreus (do qual já foi considerado uma variante), este é provavelmente um mimético de borboletas altamente tóxicas, como Lycorea halia. A maioria das borboletas tóxicas é impalatável para a predação, sendo imitadas por um número menor de espécies palatáveis.

## Subespécies
P. neyi possui três subespécies:
- Pterourus neyi neyi - Descrita por Niepelt em 1909, de exemplar proveniente do Ecuador (localidade-tipo: Zarayaquilio).
- Pterourus neyi bedoci - Descrita por Le Cerf em 1925, de exemplar proveniente da Guiana Francesa.
- Pterourus neyi josianae - Descrita por Möhn em 2001, de exemplar proveniente do Peru.[8]